# Flying Get
«Flying Get» (яп. フライングゲット) — 22-й сингл японской идол-группы AKB48. Вышел в Японии 24 августа 2011 года на лейбле King Records.

## История
Принимающие участие были выбраны на 3-х генеральных выборах AKB48
В первый день сингл продался в 1 миллионе 206 тысячах экземпляров, став первым синглом в истории Орикона, продавшимся в миллионе экземпляров за один день.
В последнюю неделю продаж, учитываемую Ориконом при подведении итогов за год, этому синглу удалось обойти предыдущий сингл «Everyday, Katyusha» и таким образом стать самым продаваемым синглом 2011 года.
«Flying Get» также был номинирован на Гран-При ежегодных 53-х Japan Record Awards. Церемония всегдя проводится в самом конце года, и в этот раз она состоялась 30 декабря. «Flying Get» победил, и это стало первой победой на Japan Record Awards в истории группы.

## Список композиций
Сингл был издан в 3-x версиях — Type-A (CD+DVD), Type-B (CD+DVD) и в театральном издании (яп. 劇場盤) (CD).

### Type-A
| №                   | Название                                           | Длительность |
| ------------------- | -------------------------------------------------- | ------------ |
| 1.                  | «Flying Get» (フライングゲット)                    | 4:14         |
| 2.                  | «Dakishimecha Ikenai» (抱きしめちゃいけない)       | 5:37         |
| 3.                  | «Seishun to Kizukanai Mama» (青春と気づかないまま) | 5:14         |
| 4.                  | «Flying Get» (Off Vocal Ver.)                      | 4:14         |
| 5.                  | «Dakishimecha Ikenai» (Off Vocal Ver.)             | 5:37         |
| 6.                  | «Seishun to Kizukanai Mama» (Off Vocal Ver.)       | 5:13         |
| Общая длительность: | Общая длительность:                                | 30:11        |

| №  | Название                                                                                  | Длительность |
| -- | ----------------------------------------------------------------------------------------- | ------------ |
| 1. | «Flying Get» (Music Video)                                                                |              |
| 2. | «Dakishimecha Ikenai» (Music Video)                                                       |              |
| 3. | «Seishun to Kizukanai Mama» (Music Video)                                                 |              |
| 4. | «Butou Eiga «Kurenai Hachigatsu ~ Choujou Kessen-hen»» (武闘映画「紅い八月〜頂上決戦篇」) |              |
| 5. | «Flying Get» (Dancing Version)                                                            |              |

### Type-B
| №                   | Название                               | Длительность |
| ------------------- | -------------------------------------- | ------------ |
| 1.                  | «Flying Get»                           | 4:14         |
| 2.                  | «Dakishimecha Ikenai»                  | 5:36         |
| 3.                  | «Ice no Kuchizuke» (アイスのくちづけ)  | 4:16         |
| 4.                  | «Flying Get» (Off Vocal Ver.)          | 4:14         |
| 5.                  | «Dakishimecha Ikenai» (Off Vocal Ver.) | 5:36         |
| 6.                  | «Ice no Kuchizuke» (Off Vocal Ver.)    | 4:15         |
| Общая длительность: | Общая длительность:                    | 28:13        |

| №  | Название                                                                                                  | Длительность |
| -- | --- | ------------ |
| 1. | «Flying Get» (Music Video)                                                                                |              |
| 2. | «Dakishimecha Ikenai» (Music Video)                                                                       |              |
| 3. | «Ice no Kuchizuke» (Music Video)                                                                          |              |
| 4. | «Dai 3kai AKB48 Sousenkyo Document Eizō» (第3回AKB48総選挙 ドキュメント映像)                              |              |
| 5. | «Butou Eiga «Kurenai Hachigatsu ~ Choujou Kessen-hen - Yokoku»'» (武闘映画「紅い八月～頂上決戦篇・予告」) |              |

### Театральное издание
| №                   | Название                               | Длительность |
| ------------------- | -------------------------------------- | ------------ |
| 1.                  | «Flying Get»                           | 4:14         |
| 2.                  | «Dakishimecha Ikenai»                  | 5:36         |
| 3.                  | «Yasai Uranai» (野菜占い)              | 3:51         |
| 4.                  | «Flying Get» (Off Vocal Ver.)          | 4:14         |
| 5.                  | «Dakishimecha Ikenai» (Off Vocal Ver.) | 5:37         |
| 6.                  | «Yasai Uranai» (Off Vocal Ver.)        | 3:50         |
| Общая длительность: | Общая длительность:                    | 27:25        |

## Чарты
| Чарт (2011)   | Наивыс. позиция |
| ------------- | --------------- |
| Oricon Weekly | 1               |